# Christin Cooper
Christin Elizabeth Cooper (Los Ángeles, 8 de octubre de 1959) es una deportista estadounidense que compitió en esquí alpino.

## Trayectoria
Participó en dos Juegos Olímpicos de Invierno, obteniendo una medalla de plata en Sarajevo 1984, en la prueba de eslalon gigante, y en Lake Placid 1980 el séptimo lugar en el eslalon gigante y el octavo en el eslalon.
Ganó tres medallas en el Campeonato Mundial de Esquí Alpino de 1982, plata en eslalon y eslalon gigante y bronce en la combinada. En la Copa del Mundo consiguió cinco victorias y veintiseis podios en total.
Se retiró de la competición al final de la temporada de 1984. Posteriormente, trabajó durante treinta años como comentadora deportiva en la cadena NBC.
En 1984 fue admitida en el Salón de la Fama de U.S. Ski & Snowboard. En 2018 recibió el premio FIS Journalist Award de la Federación Internacional de Esquí por su carrera como comentadora deportiva.

## Palmarés internacional
| Juegos Olímpicos   | Juegos Olímpicos      | Juegos Olímpicos  | Juegos Olímpicos |
| Año                | Lugar                 | Medalla           | Prueba           |
| ------------------ | --------------------- | ----------------- | ---------------- |
| 1984               | Sarajevo (Yugoslavia) | Medalla de plata  | Eslalon gigante  |
| Campeonato Mundial |                       |                   |                  |
| Año                | Lugar                 | Medalla           | Prueba           |
| 1982               | Schladming (Austria)  | Medalla de plata  | Eslalon          |
| 1982               | Schladming (Austria)  | Medalla de plata  | Eslalon gigante  |
| 1982               | Schladming (Austria)  | Medalla de bronce | Combinada        |